# Pigeonnier de Pouancé
Le pigeonnier de Pouancé est un pigeonnier situé à Pouancé, en France.

## Localisation
Le pigeonnier est situé dans le département français de Maine-et-Loire, sur la commune de Pouancé.

## Historique
L'édifice est inscrit au titre des monuments historiques en 1996.